# رونی بیکن
رونی بیکن (انگلیسی: Ronnie Bacon؛ زادهٔ ۴ مارس ۱۹۳۵) بازیکن فوتبال اهل بریتانیا است.
از باشگاه‌هایی که در آن بازی کرده‌است می‌توان به باشگاه فوتبال نوریچ سیتی و باشگاه فوتبال گیلینگام اشاره کرد.